# Scalidophora
Super-embranchement
Synonymes
- Cephalorhyncha sensu Zrzavý et al. (1998)
- Scalidorhyncha (Cavalier-Smith, 1998)

Embranchements de rang inférieur
- Kinorhyncha
- Loricifera
- Priapulida

Position phylogénétique
- Protostomia
  - Chétognathes
  - Lophotrochozoaires
  - Ecdysozoaires
    - Scalidophores
      - Kinorhynches
      - Loricifères
      - Priapulides

    - Nématozoaires
    - Panarthropodes
      - Onychophores
      - Tardigrades
      - Pycnogonides
      - Chélicérés
      - Myriapodes
      - Pancrustacés

Les scalidophores (Scalidophora) constituent un taxon de métazoaires ecdysozoaires regroupant les embranchements des Kinorhynches, Loricifères et Priapulides.

## Taxinomie
Ce groupe supplante l'ancien embranchement des Céphalorhynches (Cephalorhyncha Malakhov, 1980) qui a également inclus les Nématomorphes.
Selon NCBI (10 mars 2016) :
- embranchement Kinorhyncha
  - ordre Cyclorhagida
  - ordre Homalorhagida
- embranchement Loricifera
  - ordre Nanaloricida
- embranchement Priapulida

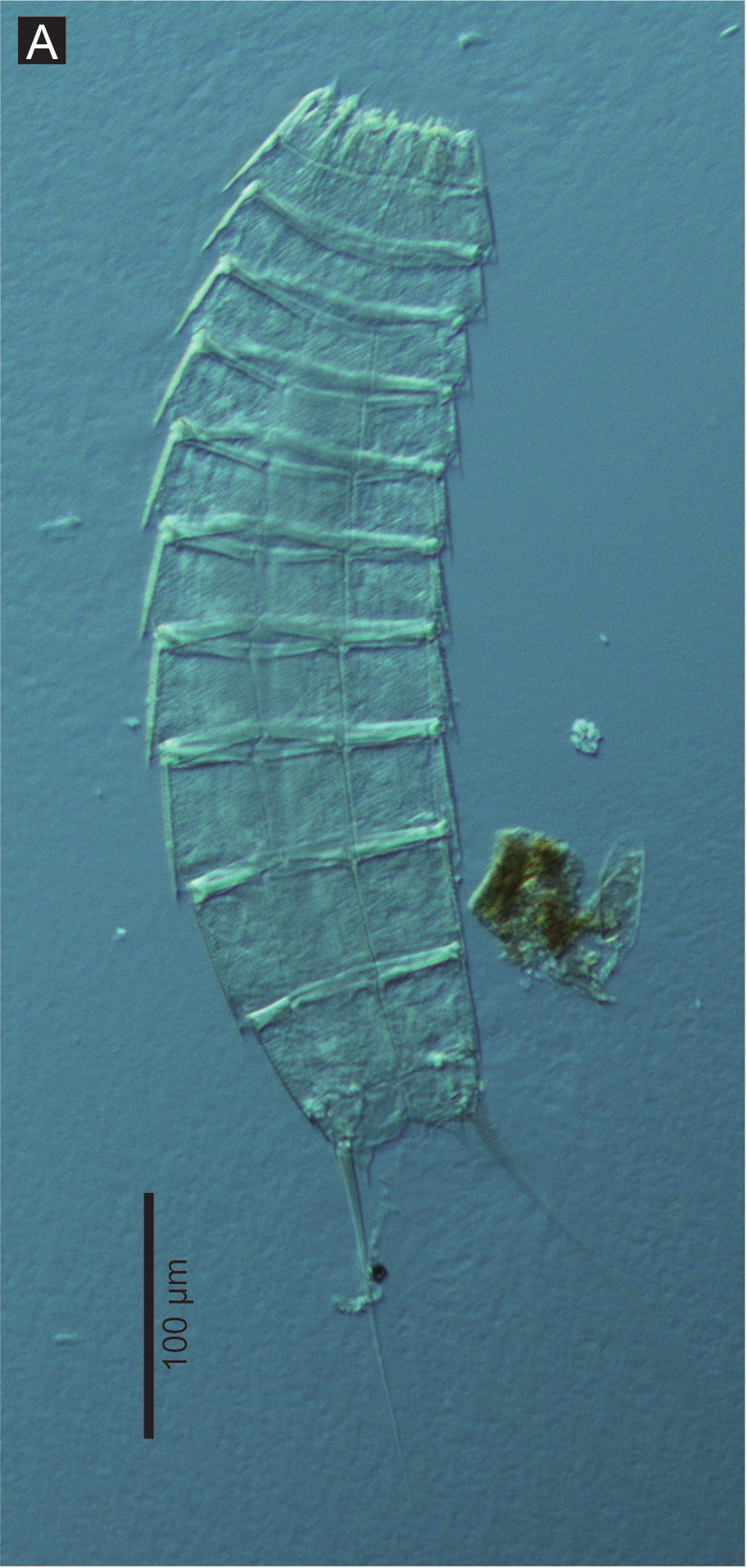
Echinoderes komatsui, un Kinorhyncha
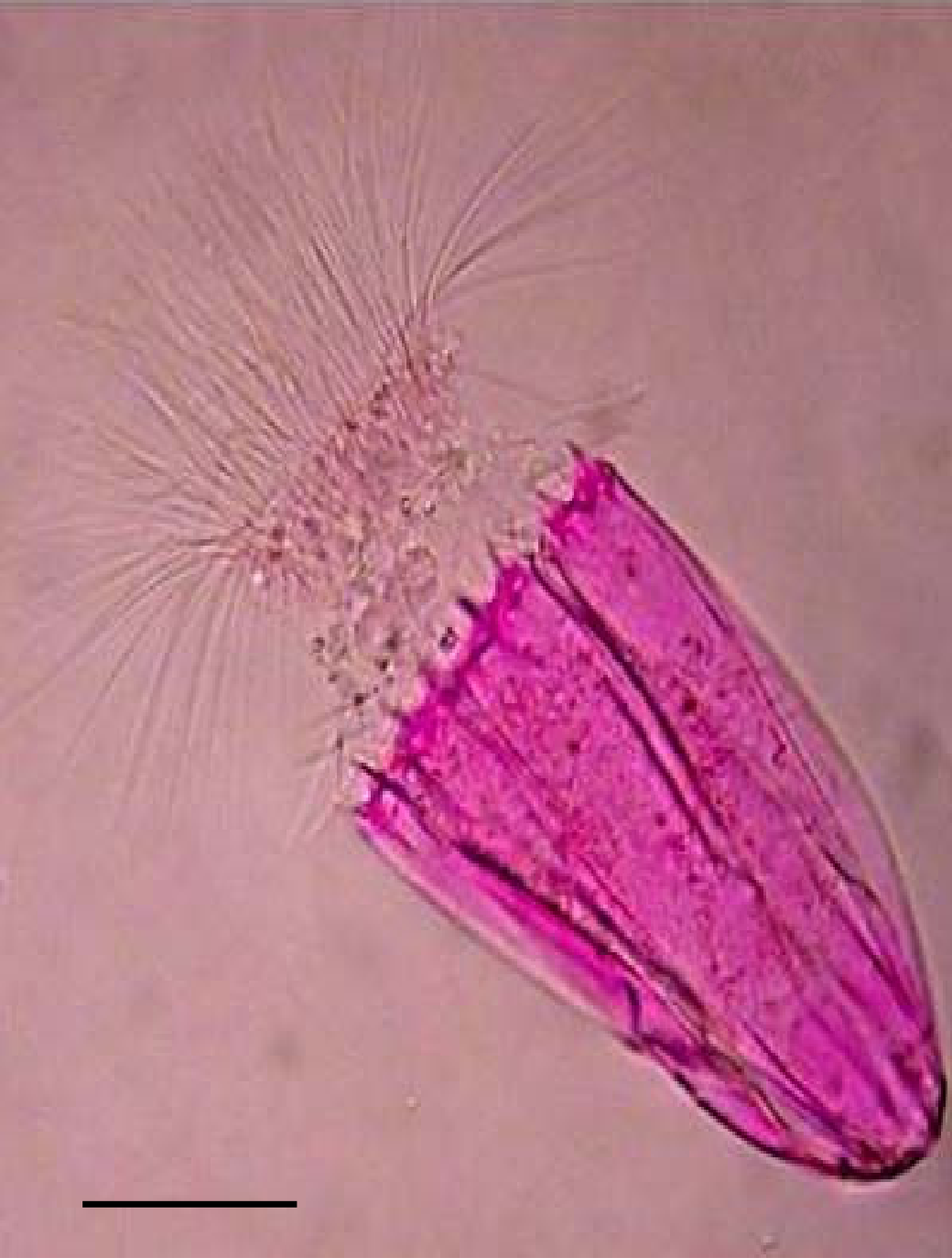
Spinoloricus cinziae, un Loricifera
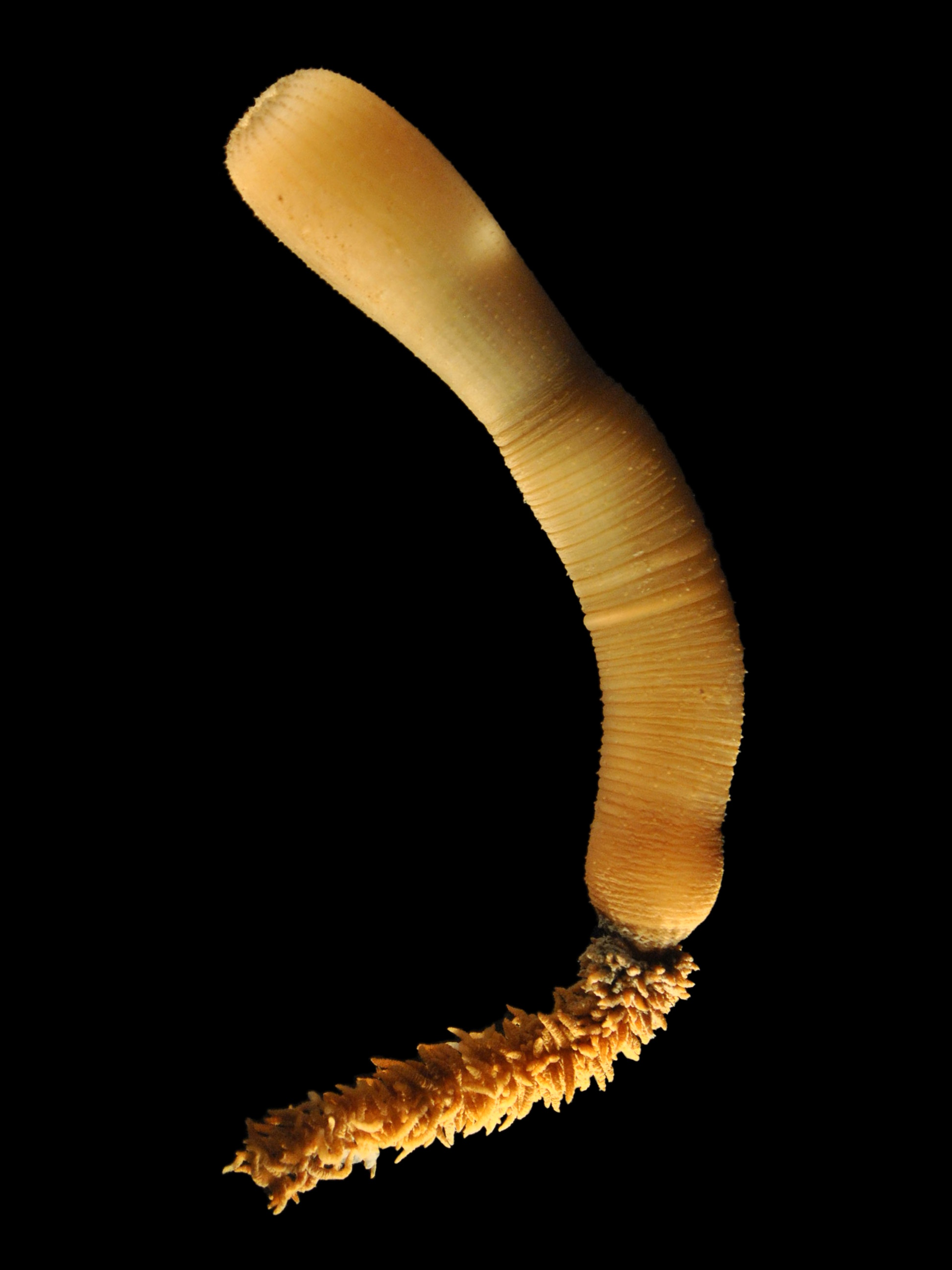
Priapulus caudatus, un Priapulida